# Тримонт (город, Миннесота)
Тримонт (англ. Trimont) — город в округе Мартин, штат Миннесота, США. На площади 2 км² (2 км² — суша, водоёмов нет), согласно переписи 2002 года, проживают 754 человека. Плотность населения составляет 378,5 чел./км².
- Телефонный код города — 507
- Почтовый индекс — 56176
- FIPS-код города — 27-65470[1]
- GNIS-идентификатор — 0653277[2]